# Гомонай Василь Іванович
Василь Іванович Гомонай (24 лютого 1933, село Зубівка, Мукачівський район, Закарпатська область — 7 грудня 2024, Ужгород) — український хімік, доктор хімічних наук,професор кафедри фізичної та колоїдної хімії, заслужений професор Ужгородського національного університету. 
Викладав фізичну хімію за кордоном – в Республіці Малі (Вища школа), в Алжирі (Анабінський університет), читав курс лекцій з каталізу в Словаччині (Кошицький університет) та в Угорщині. Фахівець в галузі кінетики, каталізу та адсорбції.
Звільнився з ДВНЗ "УжНУ" через стан здоров'я[джерело?]. Зараз на пенсії. 
Член корпусу Угорської академії наук, зовнішній член Угорської академії наук Соболч-Сотмар-Березького відділення, член редакційної колегії Наукового вісника (серія “Хімія”) УжНУ.